# Gerhard Boldt
Gerhard Boldt, född 24 januari 1918 i Lübeck, död där 7 maj 1981, var en tysk officer. Boldt inträdde 1937 i kavalleriet och blev löjtnant i reserven samt skvadronchef vid 158:e divisionsspaningsbataljonen. Som ryttmästare blev han 1943 placerad vid avdelningen Främmande arméer öst och 1944 officer med särskilt uppdrag hos generalstabschefen Guderian. Efter dennes avgång var han ordonnansofficer hos hans efterträdare general Krebs. I andra världskrigets slutskede tjänstgjorde han i Führerbunkern i Berlin.
Efter 1945 var han verksam vid den västtyska underrättelsetjänsten Organisation Gehlen, senare vid Bundesnachrichtendienst.